# Paula Ginzo
Paula Ginzo Arantes (Santoña, 16 febbraio 1998) è una cestista spagnola.

## Carriera
Con la Spagna ha disputato i Campionati europei del 2021.